# Xã Lodgepole, Quận Perkins, Nam Dakota
Xã Lodgepole (tiếng Anh: Lodgepole Township) là một xã thuộc quận Perkins, tiểu bang Nam Dakota, Hoa Kỳ. Năm 2010, dân số của xã này là 34 người.